# 黄灰毛豆
黄灰毛豆（学名：Tephrosia vestita），为豆科灰毛豆属下的一个种。

## 扩展阅读
維基物種上的相關：黄灰毛豆